# Ель восточная

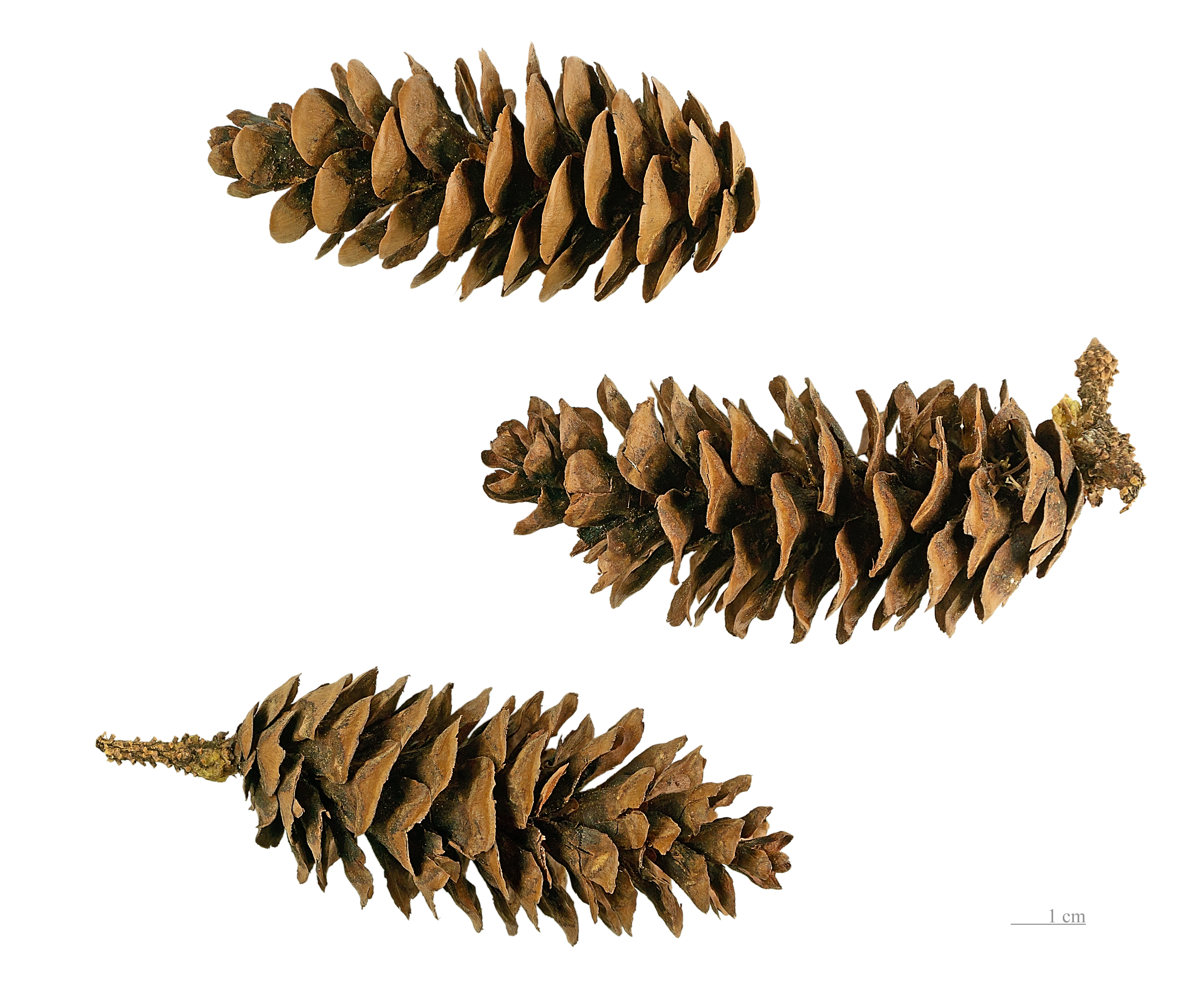
Шишки

Ель восто́чная (лат. Picea orientalis) — вечнозелёное дерево; вид рода Ель (Picea) семейства Сосновые (Pinaceae).

## Ареал
Одна из лесообразующих пород горных лесов Кавказа, стран севера Малой Азии. Образует смешанные и чистые леса. Растёт на высоте 1345—2130 м над уровнем моря. Охраняется в заповедниках.

## Описание вида
Дерево 32—47 (55) м высотой, с густой ветвистой конической кроной. Кора чешуйчатая, бурая, у взрослых растений тёмно-серая.
Молодые побеги жёлто-серые или красные, более зрелые побеги светло-серые или серые.
Почки 2—6 мм длиной, яйцевидные, красновато-коричневые, несмолистые, с треугольными чешуями, верхушки которых слегка отогнуты.
Хвоинки менее 10 (обычно 5—9) мм длиной, 0,8—1,1 мм шириной, четырёхгранные, притуплённые сверху, немного сплюснутые, грубые, ярко блестящие, на верхней стороне с одной — двумя устьичными линиями на каждой грани, а снизу — с двумя — пятью устьичными линиями; хвоя располагается более-менее настильно.
Шишки цилиндрические, 6—11 см длиной и 2 см толщиной, молодые красные, затем светло-бурые. Семенные чешуи обратнояйцевидные, с почти округлым цельным верхним краем,
на спинке вдоль штриховатые, с ярким блеском. Семена 2—5 мм длиной, чёрные, с более длинным желтовато-коричневым крылом.

## Хозяйственное значение и применение
Может быть использована в качестве декоративного. Считается введённой в культуру в 1837 году. В России введена в культуру Ботаническим садом Академии наук. Растения, привезённые в 1981 году с Северного Кавказа, через 20 лет достигли высоты 1 м. Не адаптирована к низким температурам, в Санкт-Петербурге регулярно обмерзает, но всё же пережила ряд холодных зим.
Ель восточная образуют леса с запасом древесины до 2500 м³/га, однако основное значение горных еловых лесов — почвозащитное.

## Ботаническая классификация

### Синонимы
Список создан на основе базы данных The Plant List:
- Abies orientalis (L.) Poir.
- Abies wittmanniana Voss
- Picea withmanniana Carrière
- Picea wittmanniana Fisch. ex Gordon
- Pinus orientalis L.